# Age of Empires II: The Conquerors
Age of Empires II: The Conquerors Expansion este continuare la jocul original Age of Empires II: The Age of Kings, lansat în 1999. The Conquerors aduce  cinci noi civilizații: aztecii, maiașii, spaniolii, coreenii și hunii, precum și patru noi campanii (Attila Hunul, El Cid, Montezuma, precum și o serie de bătălii medievale celebre), 11 noi unități (războinicii azteci jaguari, conchistadori, hussari), 26 tehnologii noi, noi moduri de joc și noi hărți, precum și 5 noi minuni arhitecturale. 

## Legături externe
- Site oficial Arhivat în 2 noiembrie 2015, la Wayback Machine.
- Age of Empires II: The Conquerors pe Curlie
- Age of Kings Heaven
- AoCZone Arhivat în 7 februarie 2013, la Wayback Machine. - Comunitatea Internațională "Age of Empires II"

1. ↑  redump.org